# شاكرة رماح
شاكرة رمّاح هي ممثلة تونسية اشتهرت بدورها كزهرة في المسلسل التلفزيوني "ناعورة الهواء"، في أكتوبر 2011 قدمت غلاف مجلة تونيفيزيون.

## حياتها الفنية
درست المسرح انطلقت في عام 1997 بدور صغير في فيلم «بنت فاميليا» المخرج نوري بوزيد وفي عام 1999 مثلت في مسرحية «ضد مجهول» المخرج المسرحي القدير توفيق الجبالي. قامت ببعض الأدوار الصغيرة في أفلام أجنبية عملت في فيلم «رقصة الريح»، فيلم قصير ضربة جزاء.
مسلسل عطر الغضب (ضيفة شرف)، سلسلة شوفلي حل (ضيفة شرف)، سلسلة نسيبتي العزيزة دور«الخادمة» (ضيفة شرف)، فيلم حكايات تونسية عن دور «ايناس»، مسلسل (ليام) دور «نوال شعبان» أعطاها هذا الدور شهرة، ومسلسل (ناعورة الهواء) دور «زهرة» نالت من خلال هذا الدور أيضا شهرة واسعة وحازت على جائزة أفضل ممثلة، ونالت ضيفة شرف في سلسلة «امبيلونس».

## فيلموغرافيا

### السينما

#### الأفلام الطويلة
- 2002 : خرمة لالجيلاني السعدي.
- 2003 : رقصة الريح لالطيب الوحيشي.
- 2004 : كلمة رجال لمعز كمون بدور خديجة.
- 2011 : حكايات تونسية لندى المازني حفيظ بدور إيناس.
- 2012 : باب الفلة لمصلح كريم.
- 2013 : نسمة لحميدة الباهي بدور عايدة.
- 2015 : شبابك الجنة لفارس نعناع ونادية خماري.
- 2016 : زهرة حلب لرضا الباهي.

#### الأفلام القصيرة
- 2005 : تصاور لنجيب بلقاضي وسعاد بن سليمان.
- 2007 : السكات لفاتن الحفناوي.
- 2008 : ضربة جزاء لالنوري بوزيد.
- 2008 : رقصة القبور للمنصف بن مراد.
- 2010 : في بقعتي لمهدي البرصاوي.
- 2012 : فقط يوم الأحد لحسن عبد الغاني.
- 2012 : بوبي لمهدي البرصاوي.

### التلفاز
- 2002 : عطر الغضب لالحبيب المسلماني بدور صديقة جنينة.
- 2008 : شوفلي حل (ضيفة شرف الحلقة 14 من الموسم 5) لعبد القادر الجربي بدور مدام جيهان.
- 2011 : نسيبتي العزيزة (ضيفة شرف الحلقتين 1 و 2 من الموسم 2) لصلاح الدين الصيد بدور علياء.
- 2013 : ليام لخالد البرصاوي.
- 2014-2015 : ناعورة الهواء لمديح بالعيد بدور زهراء.
- 2015 : أمبولونس للسعد الوسلاتي بدور نرجس.
- 2016 : وردة وكتاب لأحمد رجب بدور نورة.
- 2016 : أمبوتياج لوليد الطايع.
- 2017 : الحجامة لزياد اليتيم.
- 2017 : المنارة لعاطف بن حسين.
- 2018 : تاج الحاضرة لسامي الفهري بدور محبوبة، زوجة الفريق بن عصمان الثانية.
- 2018 : لاڥاج لسيف الظريف.
- 2019 : المايسترو للسعد الوسلاتي بدور سماح.
- 2021 : أولاد الغول لمراد بالشيخ بدور فاطمة.

### فيديوهات
- 2010 : ومضة إشهارية لماركة الجبن التونسي فرومي.
- 2012 : ومضة إشهارية لماركة بوتاغاز، قام بإخراجها وليد الطايع.

### المسرح
- 1999 : ضد إكس لتوفيق الجبالي.
- 2000 : غسالة النوادر، قام بإخراجها مسرحيا توفيق الجبالي.
- 2001 : هنا تونس لتوفيق الجبالي.
- 2001 : المجنون، نص أنطونيوس بشير وقام بإخراجها مسرحيا توفيق الجبالي.
- 2004 : كلام الليل لتوفيق الجبالي.
- 2009 : سهرت منه الليالي لعلي الدوعاجي وقام بإخراجها مسرحيا الشاذلي العرفاوي.
- 2009 : حب ستوري، الجنس في مدينة العرب للطفي بن عاشور.
- 2010 : رغبة للشاذلي العرفاوي، مقتبسة عن مسرحية عربة إسمها الرغبة لتينيسي وليامز.
- 2012 : نيكوتين، قام عاطف بن حسين بكتابتها وإخراجها مسرحي.
- 2015 : برج الوصيف، وهي مقتبسة عن مسرحية هرّة فوق سطح حارق لتينيسي ويليامز.

## روابط خارجية
- شاكرة رماح على موقع IMDb (الإنجليزية)
- شاكرة رماح على موقع ألو سيني (الفرنسية)